# Bianca Geerdts
Bianca Geerdts (* 30. Mai 1977) ist Judoka der FT Neumünster, Trägerin des 4. Dan, mehrfache Deutsche Meisterin und Siegerin des Vorolympischen Turnieres 2004 in Athen.
Bianca Geerdts kämpfte in der Judobundesliga zunächst für SC Tenri Segeberg und wechselte dann zum Deutschen Meister ASG Elsdorf, mit dem sie 3-mal Deutscher Mannschaftsmeister wurde.
Nach dem Rückzug der ASG Elsdorf aus der 1. Bundesliga wechselte die Neumünsteranerin zum FT Neumünster und verhalf diesem Team zum Aufstieg in die 1. Bundesliga. In der Saison 2004 blieb sie in der Bundesliga ungeschlagen. 2005 wurde sie im Einzel Deutsche Meisterin und holte mit dem Team im Europacup in Frankreich den 7. Platz.
2007 wurde Geerdts mit der Sportplakette des Landes Schleswig-Holstein ausgezeichnet.